# Charles-Robert Ageron
Charles-Robert Ageron, nacido el 6 de noviembre de 1923 en Lyon y fallecido el 3 de septiembre de 2008 en Kremlin-Bicêtre, fue un historiador francés, especializado en la Argelia colonial.

## Biografía
Nacido en Lyon, profesor de historia, ejerce la docencia en el liceo Gautier de Argel desde 1947, posteriormente en el liceo Lakanal en Sceaux desde 1957. Investigador asociado en el CNRS de 1959 a 1961, se convirtió en asistente y luego profesor auxiliar en la Sorbona, donde enseñó hasta 1969. Al mismo tiempo en 1968, bajo la dirección de Charles-André Julien, su tesis sobre la situación los musulmanes de Argelia y Francia desde 1871 hasta 1919.
Fue nombrado profesor de la Universidad de Tours en 1970, posteriormente de la Université Paris XII en 1982.
Presidió la Société française d'histoire d'outre-mer hasta 2008 y dirigió la Revue française d'histoire d'outre-mer.

## Publicaciones
- Politiques coloniales au Maghreb, (Políticas coloniales en el Magreb), PUF, 1973
- Histoire de l'Algérie contemporaine (1871-1954), (Historia de la argelia contemporánea (1871.1954)), PUF, 1979
- Histoire de la France coloniale, (Historia de la Francia colonial), Armand Colin, 1990
- L'Algérie des Français, (La Argelia de los franceses), Seuil, 1993